# Oh Seung-hoon
Dans ce nom coréen, le nom de famille, Oh, précède le nom personnel.
Oh Seung-hoon (en coréen : 오승훈), né le 11 février 1991 à Séoul, est un acteur et mannequin sud-coréen.

## Biographie
Depuis ses dix ans, Oh Seung-hoon se prédestine à une carrière de basketteur professionnel. Il ne manifeste pas du tout l'envie d'être acteur, surtout en raison de sa timidité maladive et de son corps qu'il juge en surpoids. Il est néanmoins fasciné par la performance du casting de New Heart, un drama médical réalisé par Park Hong-kyun qui met en avant Ji Sung et Jo Jae-hyeon. Cette admiration s’avérera un moteur inattendu pour la suite de sa carrière.
Présenté comme un prodige du basket-ball, Oh Seung-hoon fréquente le département sportif de la prestigieuse Université Kyung Hee. Courant 2012, il se blesse trois jours avant sa première compétition officielle. Après quatre opérations infructueuses, il doit renoncer à sa vocation initiale.
Il fait ses débuts dans le mannequinat tout en s'orientant vers une carrière d'acteur : il suit alors des cours de théâtre et joue dans des courts métrages amateurs réalisés par ses amis en école de cinéma pour peaufiner son jeu.
En 2016, Oh Seung-hoon décroche le rôle principal de Laisse-moi entrer, une pièce de théâtre tirée du livre éponyme de John Ajvide Lindqvist. Grand fan de l'adaptation cinématographique, il est choisi face à 600 concurrents. Dès lors, il alterne entre la scène, le cinéma et la télévision.
En 2017, Oh Seung-hoon attire l'attention en jouant un tueur à gages dans le drama Innocent Defendant, porté par Ji Sung, dont il avait admiré la prestation dans New Heart.
Mais c'est surtout le long-métrage Method, thriller dramatique gay réalisé et scénarisé par Bang Eun-jin, qui le révèle au grand public. Il a pour co-star le célèbre comédien Park Sung-woong, dont il admire le parcours, le professionnalisme et la gentillesse. Le long-métrage met en scène une idole fraîchement débarquée dans le monde du théâtre qui va nouer un lien particulier et de plus en plus ambigu avec sa co-star quadragénaire. Sa performance est encensée et il décroche plusieurs prix.
Toujours en 2017, il remporte le Stagetalk Audience Choice Awards du Meilleur nouvel acteur pour ses prestations dans les pièces Our Bad Magnet et M. Butterfly.

## Performances

### Cinéma
- 2017 : Method : Young-woo
- 2018 : Wretches : Sang-cheol
- 2020 : Justice High : Jong-gu
- 2023 : Believer 2 : Young-rak

### Télévision
- 2017 : Innocent Defendant : Kim-seok
- 2017 : Oh, the Mysterious : Gi Myeon-jung
- 2019 : Item : Seo Yo-han
- 2020 : Modern Girl : Jong-seok
- 2022 : Through the Darkness : Jo Kang-moo
- 2022 : Bloody Heart : Hye-gang
- 2024 : Uncle Samsik : Ahn Gi-cheol

### Théâtre
- 2016 : Laisse-moi entrer : Oscar
- 2017 : Our Bad Magnet : Gordon
- 2017 : M. Butterfly : Song Liling
- 2018 : Equus : Alan Strang
- 2021 : Harold et Maude : Harold

## Récompenses
- 2017 : Stagetalk Audience Choice Awards : Meilleur nouvel acteur pour Our Bad Magnet et M. Butterfly
- 2018 : Chunsa Film Art Awards : Meilleur nouvel acteur pour Method
- 2018 : Wildflower Film Awards : Meilleur nouvel acteur pour Method